# Cerro Tamaná
Cerro Tamaná är ett berg i Colombia. Det ligger i den centrala delen av landet, 240 km väster om huvudstaden Bogotá. Toppen på Cerro Tamaná är 3 601 meter över havet.
Terrängen runt Cerro Tamaná är bergig österut, men västerut är den kuperad. Runt Cerro Tamaná är det ganska tätbefolkat, med 52 invånare per kvadratkilometer. Närmaste större samhälle är La Celia, 18,5 km öster om Cerro Tamaná. I omgivningarna runt Cerro Tamaná växer i huvudsak städsegrön lövskog.